# Jonathan Stewart
Jonathan Creon Stewart (Fort Lewis, 21 marzo 1987) è un ex giocatore di football americano statunitense che ha militato nel ruolo di running back nella National Football League (NFL). Fu scelto nel corso del primo giro (13º assoluto) del Draft NFL 2008 dai Carolina Panthers. Al college ha giocato a football all'Università dell'Oregon.

## Carriera professionistica

### Carolina Panthers

#### Stagione 2008
Stewart fu scelto dai Carolina Panthers come tredicesimo assoluto del Draft 2008. Il 26 luglio, il giocatore firmò un contratto di 14 milioni di dollari con la franchigia, 10,795 milioni dei quali garantiti.
Stewart nella sua stagione da rookie divise i minuti in campo come running back con DeAngelo Williams, una scelta del primo giro del 2006. Nella sua prima gara in carriera, contro i San Diego Chargers, Stewart corse 10 volte per 53 yard. Nella seconda partita, contro i Chicago Bears, Stewart aiutò i Panthers a recuperare lo svantaggio accumulato nel primo tempo, segnando due touchdown nel secondo tempo da quattro e una yard rispettivamente. Stewart terminò la partita con 14 possessi per 77 yard e le prime due marcature della sua carriera.
Stewart disputò due solide gare da oltre 100 yard nelle settimane 11 e 14. Nella settimana 11 contro i Detroit Lions, Stewart corse per 130 yard su soli 15 possessi, segnando un touchdown su corsa. Nella settimana 14 contro i Tampa Bay Buccaneers corse 115 yard su 15 portate e segnò due touchdown. Stewart terminò la sua prima stagione con 10 touchdown segnati su corsa, un record per un rookie della franchigia dei Carolina Panthers. Stewart corse 836 yard su 184 possessi a una media 4,5 yard a portate 4.5. Stewart segnò il suo primo touchdown nei playoff contro gli Arizona Cardinals il 10 gennaio ma i Panthers vennero sconfitti.

#### Stagione 2009
Nella settimana 6 della stagione 2009, Stewart corse 110 yards su 17 possessi con un touchdown. Lui e DeAngelo Williams corsero un totale di 262 yard nella vittoria contro i rivali di division dei Buccaneers.
Nella settimana 13, Stewart giocò la prima gara in carriera come titolare a seguito dell'infortunio di DeAngelo Williams, dove totalizzò 120 yard corse su 26 possessi oltre a un touchdown nella vittoria 16-6 su Tampa Bay.
Nella settimana 16, Stewart, titolare sempre al posto dell'infortunato Williams, corse il record di franchigia di 206 yard nella netta vittoria 41-9 in trasferta contro i New York Giants, vincendo il titolo di FedEx Ground Player della settimana. Tale prestazione gli fece superare le mille yard stagionali, facendo di lui e DeAngelo WIlliams solamente la sesta coppia della storia della NFL a correre mille yard a testa in una stagione. In seguito, come Williams, superò le 1.100 yard così i due divennero l'unica coppia di giocatori della storia a correre entrambi tale cifra in una stagione. Stewart terminò la stagione con 1.133 yard e 10 touchdown su 221 possessi, superando leggermente Williams in entrambe le categorie.

#### Stagione 2010
Stewart divise ancora il ruolo di running back titolare nella stagione 2010 con DeAngelo Williams ma ebbe l'occasione di partire dall'inizio quando il suo pariruolo fu inserito in lista infortunati per tutto il rimanente della stagione. Nel prosieguo dell'annata Stewart, divise i possessi con Mike Goodson, anche se partì come titolare nella maggior parte delle gare rimanenti. Quell'anno Carolina terminò con un record di 2-14, il peggiore della lega. Stewart corse 770 yard e 2 touchdown in 14 gare giocate, di cui sette come titolare, la peggior stagione a livello statistico della carriera.

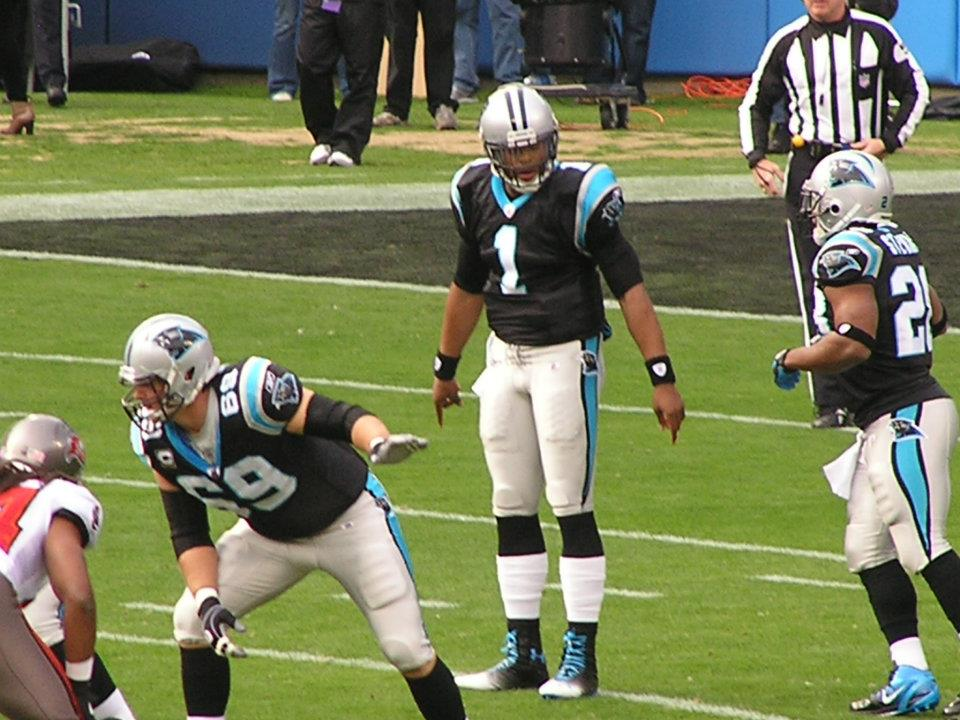
Stewart (28) con Cam Newton (1) nel 2011.

#### Stagione 2011
Con l'arrivo del quarterback rookie Cam Newton, i Panthers e Stewart si risollevarono nella stagione 2011, terminando con un record di 6 vittorie e 10 sconfitte. Jonathan disputò tutte le 16 gare stagionali ma solo tre di esse come titolare. I suoi numeri ad ogni modo restarono molto simili a quelli dell'annata precedente, terminando con 761 yard corse e 4 touchdown segnati su corsa. Dal debutto di Stewart nel 2008 alla stagione 2011, i Panthers corsero 9.189 yard, più di qualsiasi altra squadra nella NFL.

#### Stagione 2012

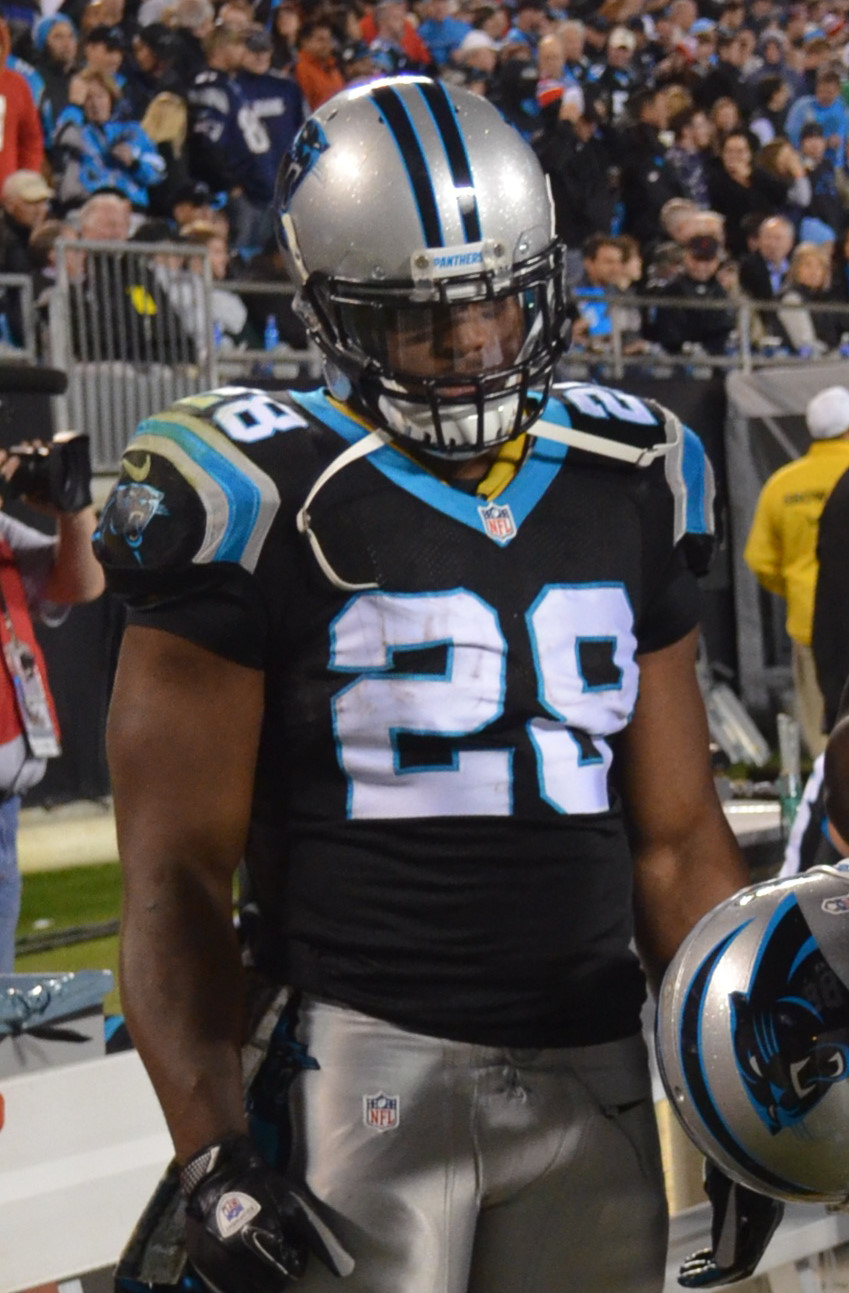
Stewart nel 2013

Poche ore prima del debutto nella prima gara di pre-stagione persa contro gli Houston Texans 26-13, Stewart firmò un prolungamento contrattuale quinquennale coi Panthers del valore di 36,5 milioni di dollari, 22,5 milioni dei quali garantiti.

#### Stagione 2014
Nel 2014, Steward guidò la squadra con 809 yard corse e si classificò al secondo posto con 3 TD su corsa Nel turno delle wild card, Stewart contribuì alla prima della franchigia nei playoff dal 2005 contro gli Arizona Cardinals, guidando i Panthers con 123 yard corse e un touchdown. La squadra fu eliminata nel turno successivo dai Seattle Seahawks campioni in carica.

#### Stagione 2015
Con l'addio di DeAngelo Williams, nel 2015 Stewart divenne per la prima volta stabilmente il running back titolare di Carolina. Nella settimana 4 contro i Buccaneers superò le 5.000 yard corse in carriera. Sette giorni dopo, contro i Seahawks segnò per la prima volta due touchdown dalla stagione 2009. A fine stagione, fu convocato per il primo Pro Bowl in carriera dopo avere corso 989 yard e 6 touchdown in tredici presenze, tutte come titolare. Nel secondo turno di playoff, dopo avere passato le settimane precedenti a recuperare da un infortunio al ginocchio, Stewart segnò due touchdown nella vittoria sui Seahawks che riportò i Panthers in finale di conference dopo dieci anni. Il 7 febbraio 2016 partì come titolare nel Super Bowl 50 e segnò l'unico touchdown dei suoi nella sconfitta per 24-10 da parte dei Denver Broncos.

#### Stagione 2017
Il 1º ottobre 2017, Stewart divenne il leader di tutti i tempi dei Panthers per yard corse in carriera superando le 6.846 di DeAngelo Williams. Nella settimana 14 segnò un massimo stagionale di tre touchdown nella vittoria sui Minnesota Vikings, venendo premiato come miglior giocatore offensivo della NFC della settimana. A fine anno fu svincolato.

### New York Giants
Il 15 marzo 2018 Stewart firmò con i New York Giants.

## Palmarès

### Franchigia
- National Football Conference Championship: 1

Carolina Panthers: 2015

### Individuale
- Convocazioni al Pro Bowl: 1

2015
- Giocatore offensivo della NFC della settimana: 1

14 del 2017
- Running back della settimana: 1

16ª del 2009

## Statistiche
Stagione regolare
| Anno  | Squadra | P  | PT | Corse | Corse | Corse | Corse | Corse | Ricezioni | Ricezioni | Ricezioni | Ricezioni | Ricezioni | Fumble | Fumble |
| Anno  | Squadra | P  | PT | Ten   | Yard  | Media | Max   | TD    | Ric       | Yard      | Media     | Max       | TD        | Fum    | Persi  |
| ----- | ------- | -- | -- | ----- | ----- | ----- | ----- | ----- | --------- | --------- | --------- | --------- | --------- | ------ | ------ |
| 2008  | CAR     | 16 | 0  | 184   | 836   | 4.5   | 41    | 10    | 8         | 47        | 5.9       | 15        | 0         | 2      | 1      |
| 2009  | CAR     | 16 | 3  | 221   | 1,133 | 5.1   | 67    | 10    | 18        | 139       | 7.7       | 19        | 1         | 3      | 2      |
| 2010  | CAR     | 14 | 7  | 178   | 770   | 4.3   | 48    | 2     | 8         | 103       | 12.9      | 55        | 1         | 4      | 4      |
| 2011  | CAR     | 16 | 3  | 142   | 761   | 5.4   | 32    | 4     | 47        | 413       | 8.8       | 26        | 1         | 1      | 0      |
| 2012  | CAR     | 9  | 6  | 93    | 332   | 3.6   | 21    | 1     | 17        | 157       | 9.2       | 30        | 1         | 2      | 0      |
| 2013  | CAR     | 6  | 1  | 48    | 180   | 3.8   | 16    | 0     | 7         | 44        | 6.3       | 16        | 0         | 1      | 0      |
| 2014  | CAR     | 13 | 8  | 175   | 809   | 4.6   | 69    | 3     | 25        | 181       | 7.2       | 22        | 1         | 2      | 1      |
| Total | Total   | 90 | 28 | 1,041 | 4,825 | 4.6   | 69    | 30    | 130       | 1,084     | 8.3       | 55        | 5         | 13     | 7      |